# Núi Warusawa
Núi Warusawa (悪沢岳 (Ác Trạch nhạc) Warusawa-take), còn gọi là Núi Higashi (東岳 (Đông nhạc) Higashi-take), là một ngọn núi tọa lạc ở tỉnh Shizuoka, Nhật Bản. Núi cao 3.141 mét (10.305 ft). Nằm ở phía nam dãy núi Akaishi, còn được biết đến như "Alps phía nam" (南アルプス Minami-Alps). Nằm trong vườn quốc gia Minami Alps.